# Памятник труженикам тыла (Петропавловск-Камчатский)
Памятник труженикам тыла — памятник в городе Петропавловск-Камчатский Камчатского края.

## История
Открытие монумента состоялось 22 июня 2019 года, в День памяти и скорби, в городском Парке Победы. Памятник символизирует труд жителей Камчатки в тылу во время Великой Отечественной войны. На его изготовление, доставку и установку было собрано порядка 4,5 млн рублей. Инициаторами проекта выступила общественная организация «Петропавловск-Камчатский городской совет ветеранов (пенсионеров) войны, труда, Вооруженных сил и правоохранительных органов».
В церемонии открытия приняли участие жители города, ветераны войны и труда, представители исполнительной и законодательной власти Камчатского края, общественных организаций. Глава Петропавловск-Камчатского городского округа Виталий Иваненко сказал:

«Монумент символизирует вклад жителей Камчатки в Победу над фашизмом в годы Великой Отечественной войны. Мы отдаем дань уважения людям, которые жили и трудились для фронта, терпели лишения и голод, вложили часть своей жизни в общую Победу. Каждый, у кого в семье есть родные и близкие — труженики тыла, — смогут прийти сюда и поклониться их светлой памяти».

## Описание
Памятник из термостойкого пластика был изготовлен в Оренбурге и доставлен на Камчатку. Установлен на невысоком каменном постаменте. Скульптурная группа из нескольких фигур, среди которых оленевод, рыбак и женщина с подростком, символизирует труд жителей Камчатки в тылу во время войны. Все они стоят на фоне носовой части морского корабля с якорями в клюзах. Оленевод изображён с винтовкой в руках, рыбак держит сети, мальчик наматывает корабельный канат на кнехт.
На лицевой части постамента написано: «„Труженикам тыла 1941−1945 годов“ участникам трудового фронта Камчатки в годы Великой Отечественной войны». На площадке, вымощенной тротуарной плиткой, установлена мемориальная доска с перечнем предприятий и организаций Петропавловска-Камчатского, участвовавших в создании этого монумента.